# Yoshito Matsushita
Yoshito Matsushita (松下 泰士 Matsushita Yoshito?, nacido el 29 de octubre de 1989 en Wakayama) es un exfutbolista japonés. Jugaba de guardameta y su último club fue el ReinMeer Aomori de Japón.

## Trayectoria

### Clubes
| Club                     | País     | Año         |
| ------------------------ | -------- | ----------- |
| Albirex Niigata Singapur | Singapur | 2008 - 2011 |
| Arterivo Wakayama        | Japón    | 2012        |
| Grulla Morioka           | Japón    | 2012 - 2014 |
| ReinMeer Aomori          | Japón    | 2015        |

## Estadística de carrera

### J. League
| Club           | Año   | J. League | J. League | Copa J. League | Copa J. League | Total | Total |
| Club           | Año   | Part.     | Goles     | Part.          | Goles          | Part. | Goles |
| -------------- | ----- | --------- | --------- | -------------- | -------------- | ----- | ----- |
| Grulla Morioka | 2014  | 1         | 0         | -              | -              | 1     | 0     |
| Total          | Total | 1         | 0         | 0              | 0              | 1     | 0     |